# 泰西尔·贾西姆
泰西尔·贾西姆（阿拉伯語：تيسير جابر الجاسم，1984年7月25日—）是沙特阿拉伯的职业足球运动员，现效力沙特阿拉伯职业足球联赛的沙特阿赫利足球俱乐部，为球队队长及国家队副队长。泰西尔在国家队和俱乐部队都扮演着至关重要的中场核心角色，被视作沙特阿拉伯过去十年最优秀的球员之一。
贾西姆代表沙特阿拉伯参加了2007年亚足联亚洲盃、2011年亚足联亚洲盃和2015年亚足联亚洲盃，在2007年对阵巴林队的比赛中打入两球，2015年预选赛对阵伊拉克队的比赛中打入一球。他入选了沙特阿拉伯队参加2018年国际足联世界杯的大名单。
泰西尔被沙特阿拉伯足坛评论为充满智慧、视野宽阔、极具技术天赋，有着良好的职业道德。他的射门尤其是远射极具杀伤力，盘带和传球也是沙特阿拉伯球员中的顶级水平。在中场，他可以司职多个位置，不只是前腰，还可以客串边锋和中前卫。

## 荣誉
- 沙特阿拉伯职业足球联赛：2015–16
- 沙特國王盃：2011，2012，2016
- 沙特王儲盃：2007，2014–15
- 沙特联盟盃：2007
- 沙特超级盃：2016
- 海灣聯賽冠軍盃：2008
- 沙特阿拉伯年度足球运动员：2012
- 沙特阿拉伯最佳中场：2011–12